# Gerardo Aguilar
Gerardo Antonio Aguilar Ramírez, más conocido como alias César, es un exguerrillero colombiano. Miembro de las Fuerzas Armadas Revolucionarias de Colombia - Ejército del Pueblo (FARC-EP). Fue comandante del Frente primero del Bloque Oriental de las FARC-EP.

## Biografía
Durante 5 años mantuvo secuestrada a la excandidata presidencial Íngrid Betancourt, a tres estadounidenses y a cerca de once militares y policías, entre otros. Fue capturado el 2 de julio de 2008 por el Ejército de Colombia, durante la Operación Jaque, junto a su lugarteniente Alexander Farfán alias "Gafas".
El periodista suizo Frederich Blassel, afirmó que el rescate de la Operación Jaque había sido negociado con alias César, y lo acusó de haber recibido supuestamente US$20 millones de dólares. Según Blassel, a alias "César" y alias "Gafas" les iban a dar nuevas identidades en España, Francia o Suiza.
Aguilar fue pedido en extradición por el gobierno de Estados Unidos y según lo establecido en los acuerdos de extradición, la Corte Suprema de Justicia de Colombia la aprobó el 19 de febrero de 2009, tras oponerse inicialmente ya que Aguilar había incurrido en el delito de toma de rehenes.
Fue extraditado el 16 de julio de 2009. Actualmente se encuentra condenado a 27 años de prisión en Estados Unidos, desde el 22 de julio de 2010, por narcotráfico.
En 2020 obtuvo la libertad condicional otorgado por la Jurisdicción Especial de Paz (JEP).